# Август фон Витцтум-Екщедт
Август фон Витцтум-Екщедт (на немски: August Graf von Vitzthum in Eckstädt; † 27 юли 1640) от старата благородническа фамилия Витцтум от Тюрингия е граф на Витцтум в Екщедт и полковник.
Той е син на курсаксонския таен съветник Георг фон Витцтум-Екщедт (1551 – 1605) и съпругата му Мария фон дер Асебург († 1613), вдовица на Гебхард фон Бортфелд, дъщеря на Йохан фон дер Асебург-Найндорф, Пезкендорф, Гунслебен, Валхаузен († 1567) и Клара фон Крам († 1579).
Брат е на катедрален господар Йохан Георг Витцтум фон Екщедт († 1641), Кристоф Витцтум фон Екщедт (* 1587), императорски полковник Кристиан Витцтум фон Екщедт (1592 – 1652), полковник Фридрих Вилхелм Витцтум фон Екщедт, генерал-майор Дам Витцтум фон Екщедт (1595 – 1638). Сестра му Мария София Витцтум фон Екщедт (1599 – 1647) се омъжва I. на 15 октомври 1624 г. за Ханс Гебхард фон дер Асебург († 11 август 1635), II. на 19 септември 1638 г. за Карл фон Бозе (* 10 август 1596, Бозенхоф; † 12 януари 1657, Швайнсбург
Линията Витцтум-Екщет дава от 17 до 20 век множество държавници и генерали в Саксония.

## Фамилия
Август фон Витцтум-Екщедт се жени на 10 януари 1639 г. за Сузана Куен фон Белази (* 1610; † 15 ноември 1669), вдовица на граф Фридрих фон Валдбург (1592 – 1636), дъщеря на фрайхер Йохан Георг Куен фон Белази, граф на Лихтенберг (1574 – 1643/1647) и графиня Вероника Гентилия фон Лодрон-Латерано (* 1581/1584). Те имат една дъщеря:
- Мария Анна фон Витцтум (* август 1640; † 1 януари 1697, Инсбрук), омъжена на 16 октомври 1656 г. в Кислег за граф Йохан Георг фон Кюнигл (* 23 март 1628, Еренбург; † 18 август 1697, Инсбрук)